# Nina Otkalenko
Nina Grigorjewna Otkalenko  z domu Pletniowa (ros. Нина Григорьевна Откаленко z d. Плетнева, ur. 23 maja 1928 w miejscowości Kożla w obecnym obwodzie kurskim, zm. 13 maja 2015 w Moskwie) – radziecka lekkoatletka, biegaczka średniodystansowa, mistrzyni Europy z 1954, wielokrotna rekordzistka świata.

## Kariera
Zwyciężyła w biegu na 800 metrów na mistrzostwach Europy w 1954 w Bernie, przed Diane Leather z Wielkiej Brytanii i swą koleżanką z reprezentacji ZSRR Ludmiłą Łysenko. Były to pierwsze mistrzostwa Europy, na których rozegrano tę konkurencję.
Zwyciężyła w biegu na 800 metrów na Akademickich Mistrzostwach Świata (UIE) w 1953 w Bukareszcie i w 1955 w Warszawie oraz zdobyła srebrne medale w biegu na 400 metrów na obu tych mistrzostwach.
Sześciokrotnie wygrywała bieg organizowany przez gazetę L’Humanité (w latach 1954–1957, 1960 i 1961).
Ustanowiła następujące rekordy świata:
| Konkurencja             | Data i miejsce              | Wynik  |
| ----------------------- | --------------------------- | ------ |
| bieg na 400 metrów      | 25 lipca 1954, Kijów        | 55,5   |
| bieg na 800 metrów      | 26 sierpnia 1951, Mińsk     | 2:12,0 |
| bieg na 800 metrów      | 15 czerwca 1952, Kijów      | 2:08,5 |
| bieg na 800 metrów      | 7 czerwca 1953, Moskwa      | 2:08,2 |
| bieg na 800 metrów      | 27 sierpnia 1953, Moskwa    | 2:07,3 |
| bieg na 800 metrów      | 16 września 1954, Kijów     | 2:06,6 |
| bieg na 800 metrów      | 19 września 1955, Belgrad   | 2:06,4 |
| bieg na 800 metrów      | 19 września 1955, Zagrzeb   | 2:05,0 |
| bieg na 880 jardów      | 18 lipca 1954, Moskwa       | 2:08,4 |
| bieg na 880 jardów      | 10 czerwca 1956, Moskwa     | 2:06,6 |
| Bieg na 1500 metrów     | 30 sierpnia 1952, Leningrad | 4:37,0 |
| sztafeta 3 × 800 metrów | 1 lipca 1952, Kijów         | 6:38,4 |
| sztafeta 3 × 800 metrów | 19 lipca 1953, Moskwa       | 6:35,6 |
| sztafeta 3 × 800 metrów | 19 września 1953, Budapeszt | 6:33,2 |
| sztafeta 3 × 800 metrów | 17 lipca 1955, Moskwa       | 6:32,6 |
| sztafeta 3 × 800 metrów | 11 września 1953, Moskwa    | 6:27,6 |

Była mistrzynią ZSRR w biegu na 400 metrów w 1956, w biegu na 800 metrów w latach 1951–1954, w biegu na 1500 metrów w 1952, w sztafecie 4 × 200 metrów w 1954 i 1988 oraz w biegu przełajowym w 1958 i 1960, wicemistrzynią w biegu na 400 metrów w 1954, 1955 i 1958, w biegu na 800 metrów w 1955, 1956, 1957 i 1960 oraz w biegu przełajowym w 1959 i 1961, a także brązową medalistką mistrzostw ZSRR w biegu na 400 metrów w 1952 i 1953 oraz w biegu na 800 metrów w 1958.
W 1953 uzyskała tytuł Zasłużonego Mistrza Sportu ZSRR. Była odznaczona również m.in. Orderem „Znak Honoru”, Orderem Przyjaźni oraz Medalem jubileuszowym „50-lecia zwycięstwa w Wielkiej Wojnie Ojczyźnianej 1941–1945”.